# Shiann Salmon
Shiann Salmon (31 de marzo de 1999) es una deportista de Jamaica que compite en atletismo. Ganó una medalla de plata en el Campeonato Mundial de Atletismo Sub-20 de 2018, en la prueba de 400 m vallas.